# Cents

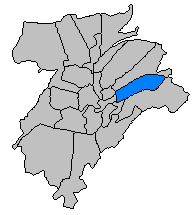
Cents, ad est di Lussemburgo.

Cents (in lussemburghese Zens) è un quartiere situato ad est di Lussemburgo, capitale del Lussemburgo.
Nel 2001 il quartiere di Cents contava una popolazione di 3 228 abitanti..